# Fronreute
Fronreute è un comune tedesco di 5 013 abitanti situato nel land del Baden-Württemberg.